# Кирил Дончев
Кирил Георгиев Дончев  е български композитор и автор на филмова музика.

## Биография
Роден е в Бургас на 21 февруари 1936 г. През 1959 г. завършва Българската държавна консерватория. Работи като диригент на духов оркестър в Бургас (1959 – 1962). От 1962 г. професионалната му реализация е свързана с театралната и филмовата музика.
Работи като диригент и композитор в софийските „Военен театър“ (1962 – 1971) и театър „София“ (1972 – 1988). От 1989 г. е композитор в Народния театър „Иван Вазов“. Пише за почти всички театри в България, както и за театрални постановки в Москва, Варшава, Берлин, Прага и др.
Автор е на музиката към повече от 240 театрални постановки, над 65 игрални филма, над 30 документални филма и др.
Музиката му получава множество награди на международни фестивали във Венеция (Италия), Гийон (Испания) и Есен (Германия), на Варненския международен кинофестивал и на Пловдивския кинофестивал (България). Отличена е също на прегледи на театралното изкуство от Съюза на артистите в България, Съюза на българските композитори, Съюза на българските филмови дейци и др.
През 2008 г. Кирил Дончев получава наградата „Аскеер“ за „цялостен принос към театралното изкуство“.

## Частична филмография
- Страх (2020)
- Каръци (2015)
- Ако някой те обича (2010)
- Сбогом, мамо (2010)
- Моето мъничко нищо (2007)
- А днес накъде? (2007)
- Бунтът на L. (2006)
- Патриархат (2005)
- Испанска муха (1998)
- Закъсняло пълнолуние (1996)
- Веществено доказателство (1991)
- Искам Америка (1991)
- О, Господи, къде си? (1991)
- Брачни шеги (1989)
- Без драскотина (1989)
- А сега накъде? (1988)
- Мечтатели (1987)
- Дело 205/1913 П. К. Яворов (1984)
- Нощем с белите коне (1985)
- Последни желания (1983)
- Въздушният човек (1980)
- Сами сред вълци (5-сер. тв, 1979)
- Всички и никой (1978)
- Живи хора (тв, 1978)
- Бой последен (1977)
- Мъжки времена (1977)
- Вилна зона (1975)
- Вечни времена (1974)
- Шосе Е-107 (тв, 1974)
- Къщи без огради (1974)
- Лачените обувки на незнайния воин (1979)
- Преброяване на дивите зайци (1973)
- Любовницата на Граминя (1969) – (L'amante di Gramigna) – Италия / България – ратаят на Нардо
- Морето (1967)
- Случаят Пенлеве (1967)
- Вечен календар (1966)
- Между релсите (1964)